# 코토팍시산
코토팍시산(Cotopaxi)은 에콰도르 중부와 침보라소 산 북쪽, 안데스산맥에 있는 활화산 최고봉이며 높이는 해발 5,897m이다. 총 50번 이상 분출을 하였는데 1903년에는 강력한 분화가 있었다. 화구는 지름 약 500m이다. 현재는 분화를 멈추었지만 스팀이 조금씩 나오고 있기 때문에 활화산이다. 정상은 고산병의 위험이 있다. 참고로, coto는 케추아어로 목(neck), paxi는 달(moon)을 의미한다.